# Raffaello Fagnoni
Raffaello Fagnoni (Firenze, 29 aprile 1901 – Firenze, 4 maggio 1966) è stato un architetto italiano, ricordato per aver progettato lo stadio olimpico di Torino.

## Biografia

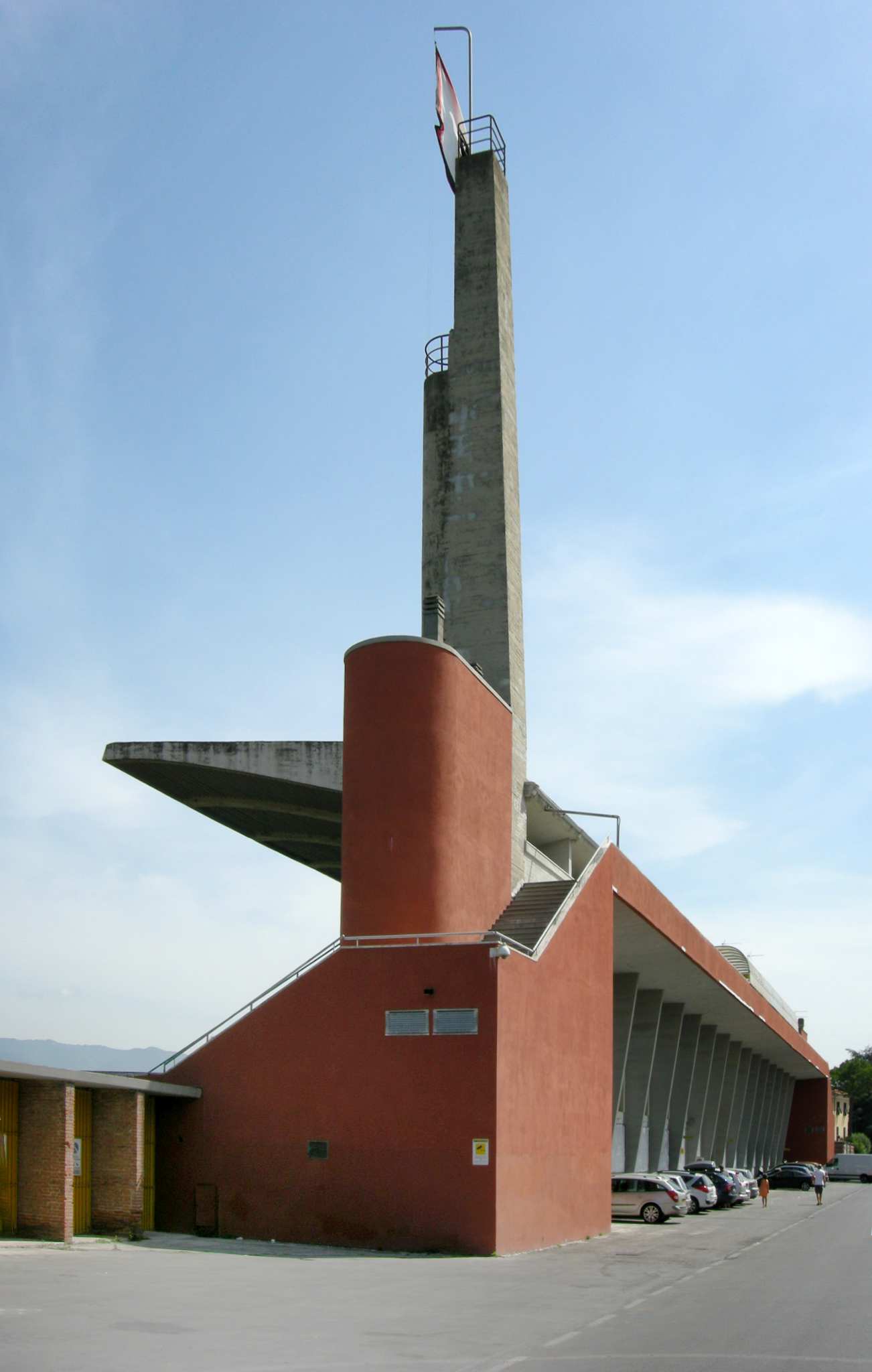
Lucca, Stadio Porta Elisa, Raffaello Fagnoni (con Enrico Bianchini),1934

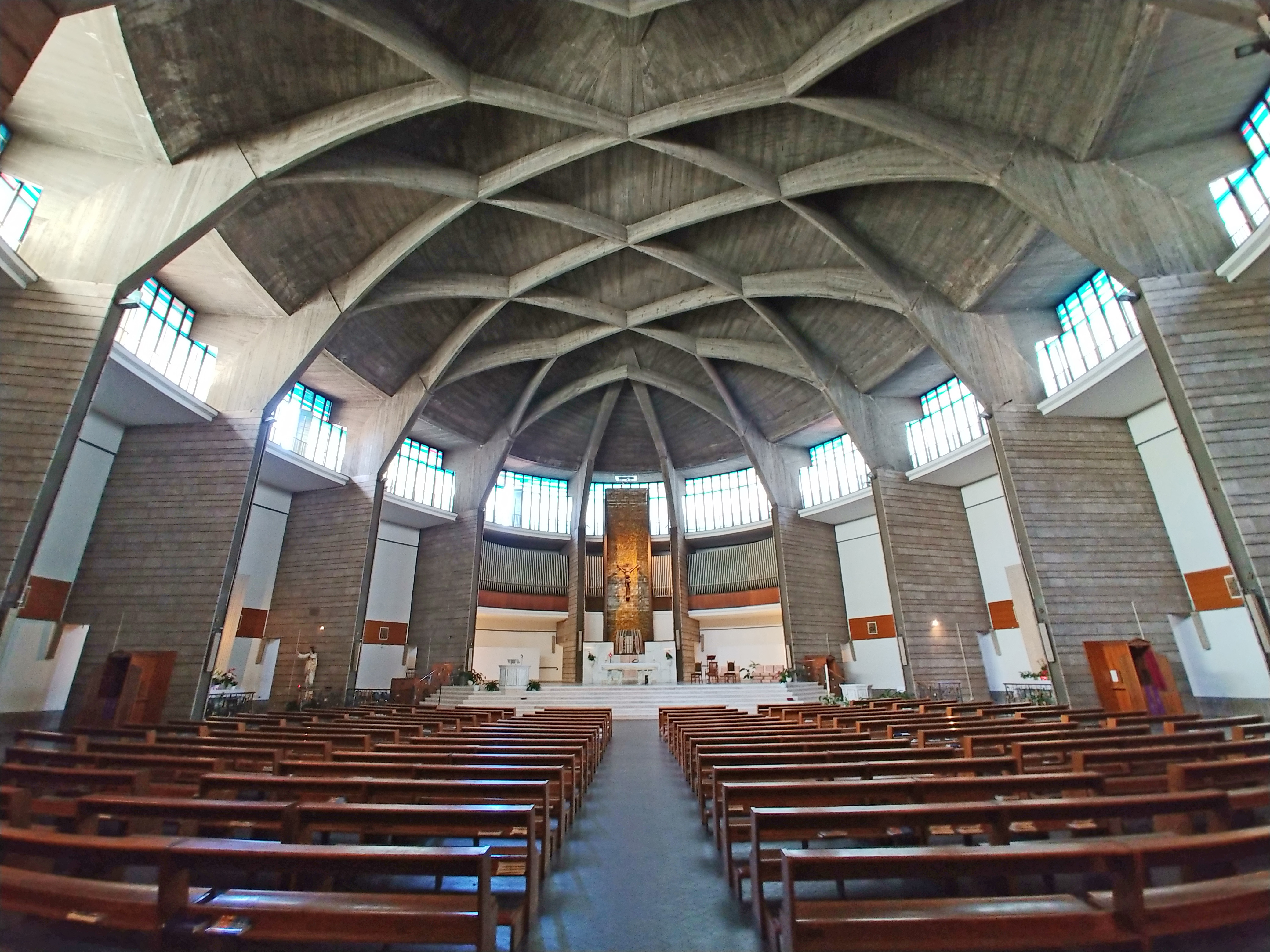
Roma, chiesa di Gesù Divino Lavoratore - Interno, Raffaello Fagnoni, 1954-60

Raffaello Fagnoni nasce a Firenze nel 1901. Si laurea a Roma alla Scuola superiore di architettura nel 1924 e, rientrato nella sua città, fonda la sezione fiorentina del Sindacato fascista degli architetti. Dal 1926 è tra i promotori della Regia scuola superiore di architettura di Firenze, divenuta facoltà nel 1933.
Qui diventa titolare della cattedra di Caratteri distributivi degli edifici.
Ottiene presto importanti incarichi professionali: il restauro della chiesa di San Francesco a Pistoia (1926-1931), l'orfanotrofio "Vittorio Alfieri" di Asti (1930-1932), la Casa del fascio di Settignano (1929-1930) e, insieme a Giovanni Michelucci, la sede dell'Opera nazionale del balilla a Pistoia (1928-1930). 
Agli inizi degli anni trenta inizia a collaborare con l'ingegnere Enrico Bianchini con il quale vince i concorsi per il PRG di Faenza (1931), per lo stadio di Torino (1933) e per lo stadio Porta Elisa di Lucca (1934). 
Insieme, redigono il PRG della città di Asti (1933) e realizzano la Scuola di applicazione aeronautica di Firenze (1937). 
Dal 1938 Fagnoni si occupa della sistemazione dell'Università di Trieste, con l'architetto Umberto Nordio, realizzando vari interventi nel corso degli anni quaranta e cinquanta. 
Tra il 1938 e il 1940, costruisce la Casa littoria "Dante Rossi" e nel 1942 elabora il progetto della Scuola di sanità militare di Firenze, non realizzata. 
Nel dopoguerra realizza opere di architettura sacra, come la chiesa di San Domenico a Cagliari (1949-1954), le chiese parrocchiali di Iglesias (1951) e di Carbonia (1954), la chiesa di Santa Maria Assunta (poi elevata a basilica minore) di Montecatini Terme (1953-1958) e la chiesa di Gesù Divino Lavoratore a Roma (1954-1960). 
Negli stessi anni realizza la nuova sede del Credito Italiano a Livorno (1954), l'Ufficio Provveditorato opere pubbliche della Toscana, a Firenze (1954) e la sede di Gestione per l'Autostrada del Sole (1958), sempre a Firenze. 
Per l'INA-Casa è fra i progettisti di nuovi quartieri come l'Isolotto a Firenze, il Coteto e il CEP La Rosa a Livorno (1957-1958). 
A partire dal 1959 Fagnoni cura la sistemazione della facoltà di Lettere dell'Università di Firenze e il progetto della nuova clinica ostetrica-ginecologica dell'ospedale di Careggi. 
Si ricordano inoltre il progetto della Rotonda di Settignano (1961), l'Autogrill Pavesi nei pressi del casello A1 di Firenze Sud (1961-1962), la sede INAIL a Firenze (1963-1966) e la chiesetta di San Giuseppe artigiano a Montebeni, presso Fiesole (1965-1966).
Numerose le cariche istituzionali ricoperte da Fagnoni: preside della Facoltà di architettura di Firenze per pochi mesi nel 1948 e poi ininterrottamente dal 1956 al 1966, direttore dell'Istituto di caratteri degli edifici, delegato dell'Ente nazionale per l'artigianato e le piccole Industrie (Enapi). 
Membro di importanti istituti, fra cui il Consiglio superiore delle antichità e belle arti, il Consiglio superiore della sanità, il Centro nazionale per l'edilizia e la tecnica ospedaliera (Cneto), l'Unione cattolica artisti italiani (Ucai). 
Muore a Firenze il 5 maggio 1966.

## Critica
Nelle opere di Fagnoni la critica ha ravvisato un tentativo di distacco dal solco scavato da Giovanni Michelucci in seno alla cosiddetta "Scuola Toscana". Fagnoni divide il suo interesse tra l'architettura protorazionalista europea e la tradizione locale; infatti le sue strutture, pur derivando da un'analisi logica delle funzioni, non sono disarticolate come i modelli del razionalismo, ma costituiscono spesso blocchi compatti, secondo la migliore tradizione dell'architettura italiana.

## Opere
Progetti principali:
- 1926-1931 - Restauro della chiesa di San Francesco a Pistoia
- 1930-1932 - Orfanotrofio maschile "Vittorio Alfieri", Asti
- 1929-1930 - Casa del fascio di Settignano (FI) (ora Casa del Popolo).
- 1928-1930 - Sede dell'Opera nazionale del Balilla, Pistoia (con Giovanni Michelucci).
- 1931 - Piano regolatore di Faenza (con Enrico Bianchini)
- 1933 - Stadio olimpico, Torino (con Enrico Bianchini e Dagoberto Ortensi)
- 1933 - Concorso per il Fabbricato viaggiatori della stazione di Santa Maria Novella, Firenze (con Enrico Bianchini)
- 1933 - Piano regolatore e di ampliamento della città di Asti (con Enrico Bianchini)
- 1934 - Stadio Porta Elisa, Lucca (con Enrico Bianchini)
- 1937 - Regia scuola di applicazione aeronautica di Firenze (con Enrico Bianchini)
- 1938-1942 - Sistemazione dell'Università di Trieste (con Enrico Bianchini e Umberto Nordio)
- 1938-1940 - Casa littoria "Dante Rossi", Firenze
- 1941-1942 - Progetto Scuola di sanità militare, Firenze
- 1948 - Stadio comunale, Grosseto (con Enrico Bianchini e Dagoberto Ortensi)
- 1949-1954 - Chiesa di San Domenico, Cagliari
- 1950-1954 - Nuova sede del Credito Italiano, Livorno
- 1951 - Chiesa parrocchiale di Iglesias (CA)
- 1953-1955 - Ufficio provveditorato OO.PP. della Toscana, Firenze
- 1953-1958 - Basilica di Santa Maria Assunta, Montecatini Terme (con Alfonso Stocchetti, Pier Luigi Spadolini, Mario Negri)
- 1954 - Chiesa della Beata Vergine Santa Maria Addolorata di Carbonia (CA)
- 1954-1960 - Chiesa di Gesù Divino Lavoratore, Roma
- 1954-1961 - Quartiere Ina-casa Coteto, Livorno
- 1958-1962 - Sede di gestione per l'Autostrada del sole, Firenze
- 1958-1961 - Quartiere Cep La Rosa, Livorno (con Alfonso Stocchetti, Pier Luigi Spadolini ed Enrico Cambi)
- 1959-1961 - Nuova clinica ostetrica-ginecologica dell'Ospedale di Careggi, Firenze (con Alfonso Stocchetti, Pier Luigi Spadolini ed Enrico Cambi)
- 1959-1962 - Sistemazione della facoltà di Lettere dell'Università di Firenze
- 1960-1961 - Spazio polifunzionale per la parrocchia di Santa Maria a Settignano (FI)
- 1961-1962 - Autogrill Pavesi all'Antella, Firenze
- 1963-1966 - Sede Inail, Firenze
- 1965-1966 - Chiesa di San Giuseppe Artigiano a Montebeni, Fiesole (FI)

## Archivio
Il fondo Raffaello Fagnoni è conservato presso l'Archivio di Stato di Firenze, fu ereditato dal figlio di Raffaello Fagnoni, Pier Guido, scomparso nel 2004, era conservato nell'abitazione fiorentina dei Fagnoni, dove subì i danni dell'alluvione del 1966. Nel 2005 fu affidato in custodia all'Archivio di Stato di Firenze, dove giunse privo di strumenti di corredo, salvo elenchi parziali del materiale. Nel 2010 la famiglia decise di donare allo Stato l'archivio dell'architetto. Il dono, accettato nel 2011, è venuto ad arricchire la collezione di fondi di architetti e ingegneri conservati presso l'archivio fiorentino.